# 愛爾蘭足球協會
愛爾蘭足球協會（簡稱FAI；愛爾蘭語：Cumann Peile na h-Éireann）是負責愛爾蘭共和國足球運動的法定機構。愛爾蘭足球協會的英文名字很易與負責北愛爾蘭足球運動的法定機構愛爾蘭足球協會（Irish Football Association，簡稱IFA）混淆。

## 架構
愛爾蘭足球協會在會長（President）之下有一個由五名不支薪成員組成的執行委員會（Executive Committee），而秘書長（General Secretary）則負責領導受薪的行政職員。同時設有理事會（General Council），其成員代表可在會員大會（AGM）中投票。理事會的成員除高級聯賽球會外，尚包括其他相關組織：
- 倫斯特省（Leinster）、芒斯特省（Munster）、康諾特省（Connacht）及阿爾斯特省（Ulster）足球協會，阿爾斯特省只包括在北愛爾蘭境外的三個郡──卡文郡（County Cavan）、多尼戈爾郡（County Donegal）及莫纳亨郡（County Monaghan）；
- 各級包括小學、中學、大學及其他高等教育機構；
- 初級（即「非聯賽」）球會；
- 愛爾蘭女子足球協會（Women's Football Association of Ireland）；
- 球證；
- 愛爾蘭防衛部隊（Irish Defence Forces）。

隨著2005年發表的《創世紀 II 報告書》（"Genesis II" report），愛爾蘭足球協會的架構亦作出改變，包括根據建議改革全國性足球聯賽，成立FAI愛爾蘭聯賽（FAI League of Ireland）。

## 主辦活動
愛爾蘭足球聯賽其實比愛爾蘭足球協會還要早三個月成立；愛爾蘭足協盃（FAI Cup）跟著成立，競賽形式類似英格蘭足總盃或蘇格蘭盃；1974年成立第二項盃賽，名為愛爾蘭足協聯賽盃（FAI League Cup）；而愛爾蘭足協初級盃（FAI Junior Cup）及愛爾蘭足協中級盃（FAI Intermediate Cup）則專為「非聯賽」球隊而設。同時亦主辦愛爾蘭21歲以下足球聯賽（Under 21 Football League of Ireland）。
2005年首次舉行的塞坦塔體育頻道盃（Setanta Cup）是供愛爾蘭足球協會（FAI）轄下愛爾蘭足球聯賽及北愛爾蘭足球協會（IFA）轄下北愛爾蘭足球聯賽（Irish League）的球隊跨界共同角逐。
愛爾蘭足球協會亦負責舉辦校際足球競賽及管理國家足球隊，包括成年隊、青年隊及國奧隊。

## 歷史

### 一分為二
愛爾蘭足球協會於1921年9月由剛於同年6月成立的愛爾蘭足球聯賽（Football League of Ireland）及從北愛爾蘭足球協會（Irish Football Association，簡稱IFA）退出的倫斯特省足球協會（Leinster Football Association）所創辦，這是一連串指控北愛爾蘭足球協會偏袒貝爾法斯特的紛爭的最終高潮。
北愛爾蘭足球協會是於1880年在貝爾法斯特成立統籌愛爾蘭島上足球運動的法定機構，愛爾蘭當時仍是英國轄下的構成國家。倫斯特省足球協會在1892年成立以促進在倫斯特省，即阿爾斯特省心臟地區以外的足球運動，是北愛爾蘭足球協會的分會成員之一。直到1921年北愛爾蘭成立的前一年，在北愛爾蘭足球聯賽（Irish League）中只有兩隊不是以阿爾斯特省為基地，正好反映當地足球勢力的嚴重失衡，南部的球會感到北愛爾蘭足球協會沒有盡力在心臟地區的職業足球會以外推廣足球運動。除此以外，足球運動亦被受來自蓋爾運動協會（Gaelic Athletic Association，簡稱GAA）的壓力，蓋爾運動協會禁止會員參加或觀看被視為「外國運動」的足球比賽。第一次世界大戰導致雙方分歧加劇，戰火迫使北愛爾蘭足球聯賽停賽，並為地區性的聯賽所取代，成為最終分裂的先兆。北愛爾蘭足球協會的貝爾法斯特會員主要是保皇黨，而都柏林的會員大部份是共和支持者，1919-21年的爱尔兰独立战争加劇對立雙方的緊張局勢，導致南北兩方的分裂及中止復辦北愛爾蘭足球聯賽的希望。1921年4月，基於保安理由， 北愛爾蘭足球協會勒令由格倫杜蘭（Glentoran）對舒爾本（Shelbourne）的愛爾蘭盃（Irish Cup）準決賽重賽改在貝爾法斯特舉行，而不按常規輪值到都柏林比賽，這最後證實是雙方分裂的臨界點。
最初兩個足球協會均聲稱代表愛爾蘭全島的足球運動，而南愛爾蘭（於1922年成為爱尔兰自由邦）與北愛爾蘭分裂後，其他運動項目如愛爾蘭欖球聯盟（Irish Rugby Football Union）的法定機構仍然維持統一，芒斯特省足球協會（Munster FA）原本由英國軍團主導，一戰後暫停運作，於1922年在愛爾蘭足球協會協助下再次建立，更成為協會的屬會。當時位於民族主義份子聚居西貝爾法斯特福斯路（Falls Road）的「福斯地區聯賽」（Falls District League）亦由愛爾蘭足球協會管轄，其中參賽的艾頓聯（Alton United）更贏得1923年的愛爾蘭足協盃，當時仍稱為「愛爾蘭自由邦盃」（Irish Free State Cup）。但當愛爾蘭足球協會於1923年申請加入國際足聯（FIFA）時，獲批准以「愛爾蘭自由邦足球協會」（Football Association of the Irish Free State，簡稱FAIFS）名義加入，只在南愛爾蘭的26個郡有管治權，因此位於北愛的「福斯地區聯賽」需要結束，而這項規定到現時仍然維持，雖然北愛球隊德利城（Derry City）在國際足聯及北愛足協同意下於1985年獲准參加愛爾蘭足球聯賽（League of Ireland）。
調解的嘗試繼續：1923年的會議北愛足協拒絕成為愛爾蘭自由邦足協提議成為其轄下獨立自主的分會；由英格蘭足球總會牽頭的1924年利物浦會議幾乎達成聯邦式解決方案，但因北愛足協堅持委派國家隊輪選委員會的主席而告吹；1932年一次會議雙方同意輪值委派主席，但因愛爾蘭自由邦足協要求出任北愛足協在國際足球協會理事會兩個席位之一而再次失敗。
北愛足協認為沒有必要限制其在愛爾蘭自由邦挑選球員加入其國家隊。1936年「愛爾蘭自由邦足球協會」按照未通過的愛爾蘭憲法更改國家名稱而再次採用「愛爾蘭足球協會」（Football Association of Ireland）為名，同時愛爾蘭足協根據憲法第二及三條在北愛爾蘭挑選球員。有部分球員同時代表愛爾蘭（FAI "Ireland"）對抗歐洲大陸的國際足協會員球隊及北愛爾蘭（IFA "Ireland"）參加英國本土四角錦標賽，因其他三支參賽球隊已於1920年退出國際足協。1946年北愛足協重新加入國際足協後，愛爾蘭足協停止揀選北愛球員。而1950年後因愛爾蘭足協向國際足協投訴後，北愛足協亦停止挑選南愛球員加入國家隊。

### 鞏固發展
經歷多年，足球運動仍只局限於都柏林及少部分省份的城鎮。在部分城鎮足球運動是由英國陸軍的球隊發起，因此而被嘲笑稱為「駐軍運動」（garrison game）。只有少數學校參與足球運動：中產學校較著重欖球；至於其他學校，尤其是由基督學校兄弟會（Christian Brothers）營辦的學校，則偏重蓋爾運動（Gaelic games）。
直到1960年代末期足球運動才較為普及。1966年衛生及兒童部長吉奥夫·欧马利（Donagh O'Malley）開展國家資助學校計劃，大部分學校擁有足球場及組織足球隊。而1971年蓋爾運動協會（Gaelic Athletic Association）亦對會員參加「外國運動」解禁。1962年成立的愛爾蘭電視台（RTÉ television）及1970年代透過有线电视廣播的英國電視台定期轉播足球節目。綜合以上各點，加上1980年代未期國家隊取得的成功，令到足球運動在螢光幕增加曝光率、取得更多的球迷及獲得更多的資金供愛爾蘭足球協會使用。
2007年愛爾蘭足總將總部遷移到修道院鎮（Abbotstown）的愛爾蘭體育營（Sports Campus Ireland）。而其位於梅瑞恩廣場（Merrion Square）的舊總部是一幢建於1930年代的喬治亞式建築（Georgian architecture）的排房（terraced house），據報以「超過600歐元」或「接近900萬歐元」售出。

### 連串醜聞

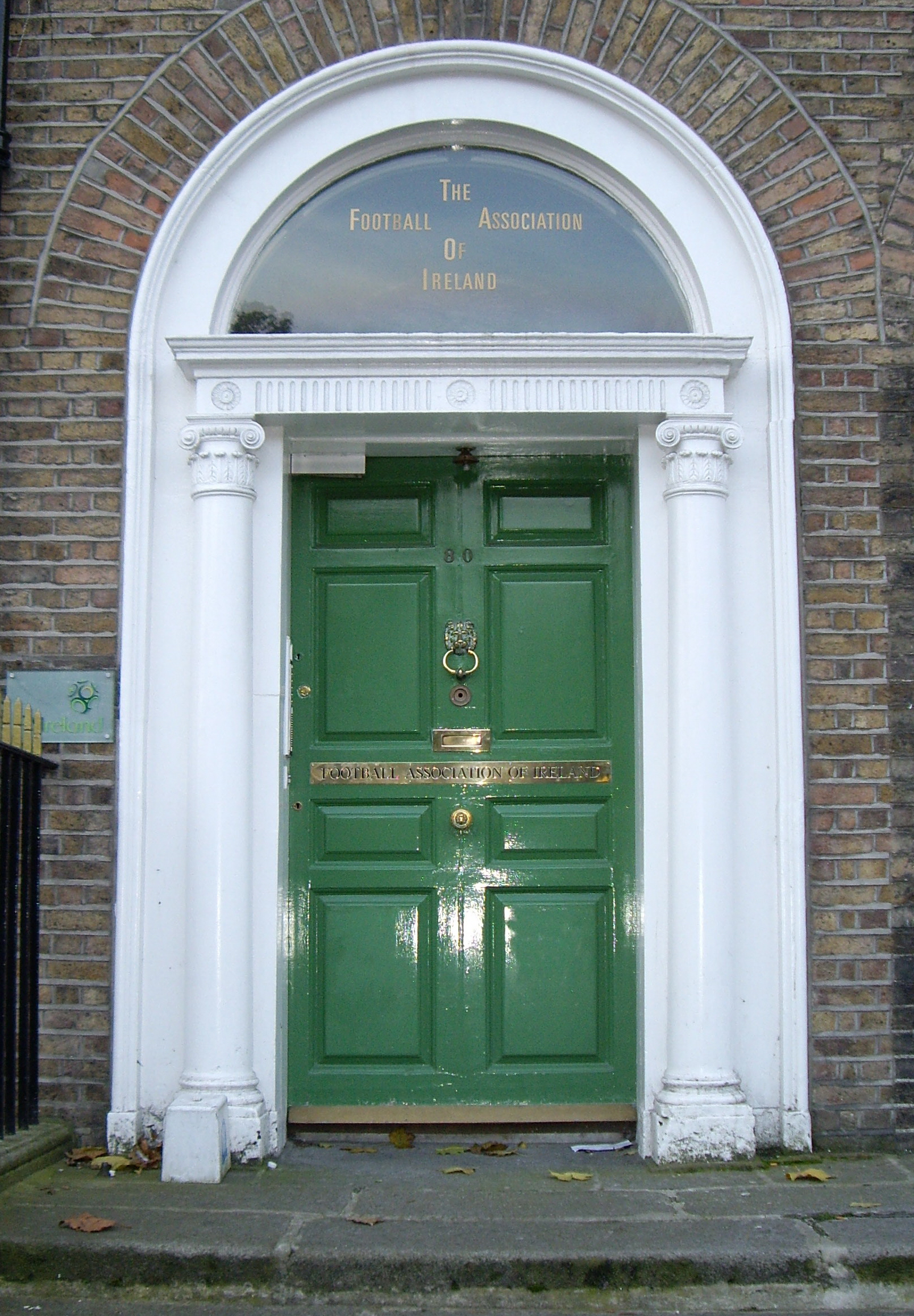
位於都柏林梅瑞恩廣場（Merrion Square）前FAI辦事處的正門

但增加傳媒的曝光亦凸顯愛爾蘭足球協會仍然維持其一貫業餘機構的運作模式。
「梅瑞恩門醜聞」（Merriongate Scandals）在1996年被揭發，傳媒報導愛爾蘭足球協會在1990年及1994年世界盃購入非愛爾蘭國家隊比賽的門票用以交換更多的愛爾蘭國家隊比賽的門票；有時透過相關的足球協會，但有時亦會幫襯黄牛黨。愛爾蘭足球協會未能賣出手上全數的門票而招致嚴重虧損，據報1990年世界盃損失15萬4,000愛爾蘭鎊；而1994年世界盃更因誤信中介人，被人挾帶門票潛逃而損失高達21萬愛爾蘭鎊。
1999年1月愛爾蘭足球協會宣佈計劃興建一個名為「愛爾蘭電訊公園」（Eircom Park）的國家足球場，可容45,000觀眾，以荷蘭阿纳姆格爾雷多梅球場（Gelredome）為範本，位於西城（Citywest）地區，以其主要贊助商愛爾蘭電訊（Eircom）命名，估計耗資6,500萬歐元。逐漸發覺愛爾蘭足球協會當初對球場的造價及收入過份樂觀，其估計收入包括每年舉辦57項非關體育的活動，球場完工日期因此由2001年推後到2003年。愛爾蘭足協及公眾對新球場計劃的支持亦因宣佈在修道院鎮（Abbotstown）興建國家運動場而被逐漸損害，國家運動場容量達到65,000座及由國家資助而可以免費提供給愛爾蘭足協使用。「愛爾蘭電訊公園」最終於2001年3月在愛爾蘭足協一片激烈的憎惡中遭放棄。
愛爾蘭足球協會與蘇格蘭足球協會合作申辦2008年歐洲足球錦標賽，但未能成功。
愛爾蘭足協選擇太平洋島嶼塞班島作為2002年世界盃的賽前集訓地點，國家隊的隊長因不滿當地缺乏訓練設施及球隊準備不足而離開訓練營，並批評愛爾蘭足協及國家隊在各方面未有對世界盃比賽作好準備工作，在國內引發不同的見解。為此愛爾蘭足協聘請「創世紀」顧問公司（Genesis）對國家隊的世界盃準備工作進行調查，結果的「創世紀」報告（Genesis Report）作多項的建議並最終付於實行，但整份報告因法律的原因沒有公開發表。
2002年愛爾蘭足球協會，將愛爾蘭國際比賽播映權賣給英國天空廣播（British Sky Broadcasting），同時本土比賽亦會在其收費衛星頻道播放。但公眾卻希望由出價遠遠不如以地區免費頻道廣播的愛爾蘭電視電台轉播。面對政府可能作出行政干預，愛爾蘭足球協會接受愛爾蘭電視電台提高但仍然較低的出價批出播映權。
雖然愛爾蘭國家隊在2002年世界盃的表現不俗，但在及其繼任人卡爾（Brian Kerr）和領導下卻無以為繼，成績下滑。
2006年9月歐洲足協的總執行長拉斯—克里斯特·奧爾松（Lars-Christer Olsson）被引述預期都柏林的兰斯当路体育馆（Lansdowne Road，實質由愛爾蘭欖球聯盟擁有）可以舉辦2010年的歐洲足協盃決賽及愛爾蘭足協與北愛足協聯合主辦2011年歐洲U-21足球錦標賽。2010年歐協盃決賽最後交由漢堡主辦，而歐青盃決賽週的主辦權仍未知花落誰家。
2007年球季愛爾蘭足協與之前獨立的愛爾蘭足球聯賽（Football League of Ireland）合併建立FAI愛爾蘭足球聯賽（FAI League of Ireland），在新的聯賽體制球隊分配級別時引發爭議，愛爾蘭足協棄用對上球季的升降制度，而採用平均成績、設施及財務評分制度。

## 外部連結
- 愛爾蘭足球協會官方網頁 （页面存档备份，存于）
  - 歷史 （页面存档备份，存于）